# 念速寺
念速寺（ねんそくじ）は、東京都文京区にある真宗大谷派の寺院。

## 歴史
1672年（寛文12年）、釈賢秀によって開山された。
釈賢秀の父が開山を企図していたが果たせず、子の賢秀の代になってようやく開山にこぎ着けた。元々は別の地にあったが、1657年（明暦3年）の明暦の大火で焼失してしまったため、現在地に移転した。
戦時中の金属類回収令によって梵鐘を供出したが、後にこの梵鐘が鋳潰されることなく、埼玉県深谷市の応正寺にあることが判明したため、1999年（平成11年）に当寺に返還された。

## 寺宝等
- 阿弥陀如来像（本尊）

## 墓所
- 平田家

打物師平田三之助として知られる。初代から7代までの墓である。
- 美幾女（日本最初の献体者）

## 交通アクセス
- 都営三田線・大江戸線春日駅A5出口より徒歩9分（経路案内）。
- 東京メトロ丸ノ内線・南北線後楽園駅8番出口より徒歩10分（経路案内）。